# Virtual XI
Virtual XI je jedenáctým studiovým albem britské heavy metalové kapely Iron Maiden. Album vyšlo 23. března 1998 přes vydavatelství EMI/CMC International. 
Album se umístilo v britském žebříčku na 16. místě a získalo certifikaci Silver prodaných alb (60 000 kopií). Nejlépe se ještě umístilo v žebříčkách ve Finsku, Itálii, Maďarsku, Španělsku, Německu a Švédsku. Na žebříčku Billboard 200 skončilo až na 124. místě, což je o něco lepší umístění než na předchozím albu The X Factor, ale obdržela smíšenou až kritickou recenzi. Jedná se o jedno z nejhůře prodávaných alb této kapely. I když v evropských žebříčkách se prosadilo, tak si vedlo ještě hůře než předchozí album.

## Seznam skladeb
Pokud není uvedeno jinak, autorem všech skladeb je Steve Harris.
| Pořadí | Název                                | Autor                  | Délka |
| ------ | ------------------------------------ | ---------------------- | ----- |
| 1.     | Futureal                             | Harris, Blaze Bayley   | 2:55  |
| 2.     | The Angel and the Gambler            |                        | 9:52  |
| 3.     | Lightning Strikes Twice              | Dave Murray, Harris    | 4:50  |
| 4.     | The Clansman                         |                        | 8:59  |
| 5.     | When Two Worlds Collide              | Murray, Bayley, Harris | 6:17  |
| 6.     | The Educated Fool                    |                        | 6:44  |
| 7.     | Don't Look to the Eyes of a Stranger |                        | 8:03  |
| 8.     | Como Estais Amigos                   | Janick Gers, Bayley    | 5:30  |

## Sestava
- Blaze Bayley v roce 1998 živě s Iron Maiden.Blaze Bayley – zpěv
- Dave Murray – kytara
- Janick Gers – kytara

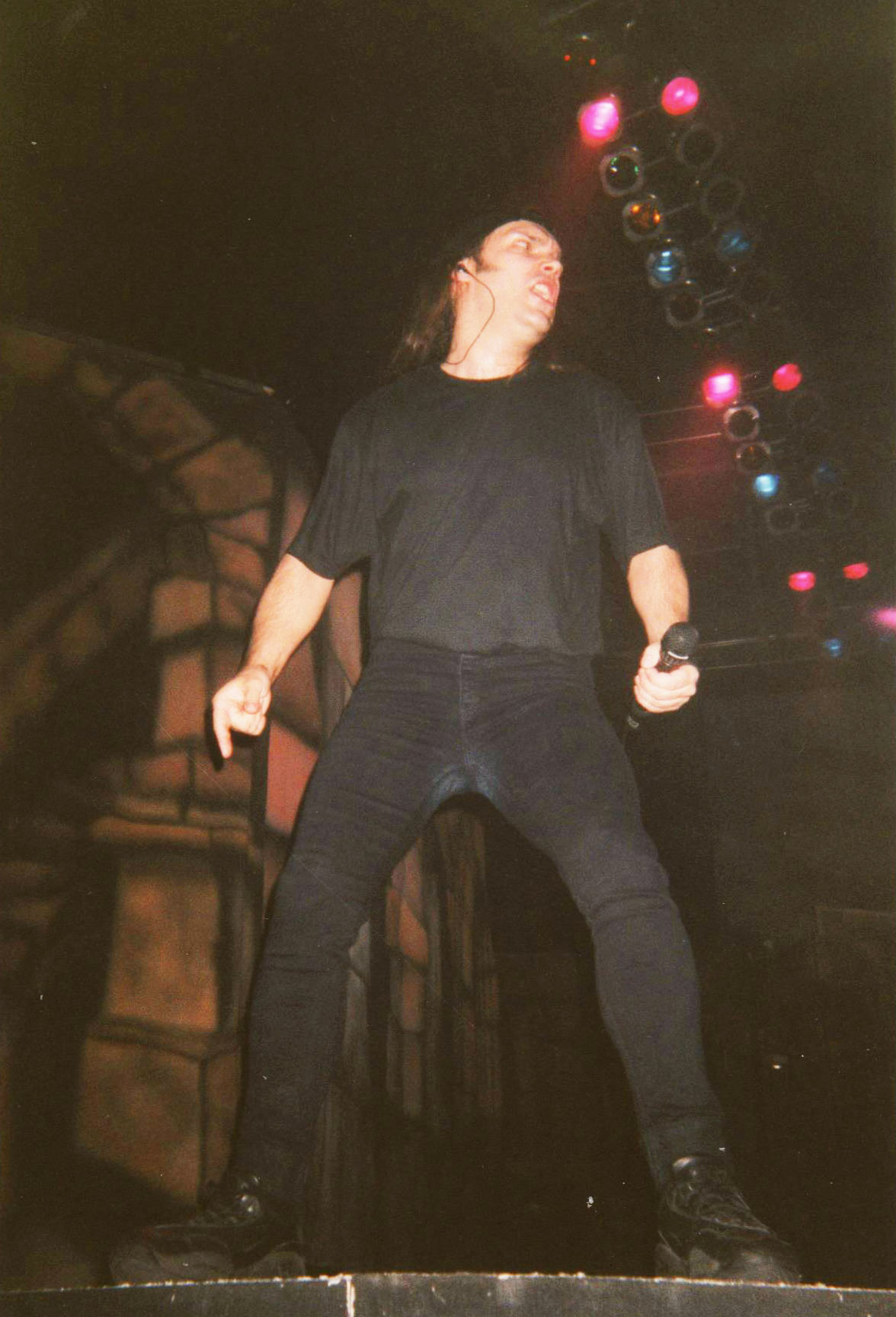
Blaze Bayley v roce 1998 živě s Iron Maiden.

- Steve Harris – baskytara, doprovodný zpěv, klávesy
- Nicko McBrain – bicí